# Hjálmþés saga ok Ölvis
Hjálmþés saga ok Ölvis es una saga legendaria con una presunta base histórica. La historia trata de dos niños, hijos de un jarl; uno de ellos es el protagonista llamado Hjálmþér a quien su malvada madrastra le obliga a trabajar como thrall (esclavo) hasta que finalice una tarea que será imposible de cumplir.
En su forma actual, es una obra exagerada y apila diferentes argumentos uno encima del otro. Sin embargo, los diversos hjálmþésrímur que aparecen en la saga revelan que alguna vez tuvo una estructura diferente.
Es una de las pocas obras donde resalta la excepcional capacidad de una princesa, educada en «artes liberales» (bókligar listir) y juega al ajedrez. Existen muchos relatos similares, como la también balada de Northumbria, The Laidly Worm of Spindleston Heugh también conocida como la Balada de la mujer dragón de Bamburgh (o Bamborough).